# ロバート・ワイアット
ロバート・ワイアット（Robert Wyatt、1945年1月28日- ）は、イングランド出身のロック・ミュージシャン、シンガーソングライター、元ドラマー。
若き日は、カンタベリー・ロック・バンドの「ソフト・マシーン」や「マッチング・モウル」に在籍。事故でドラマーの道を絶たれてからは、ソロ・シンガーとして活動した。

## 概要

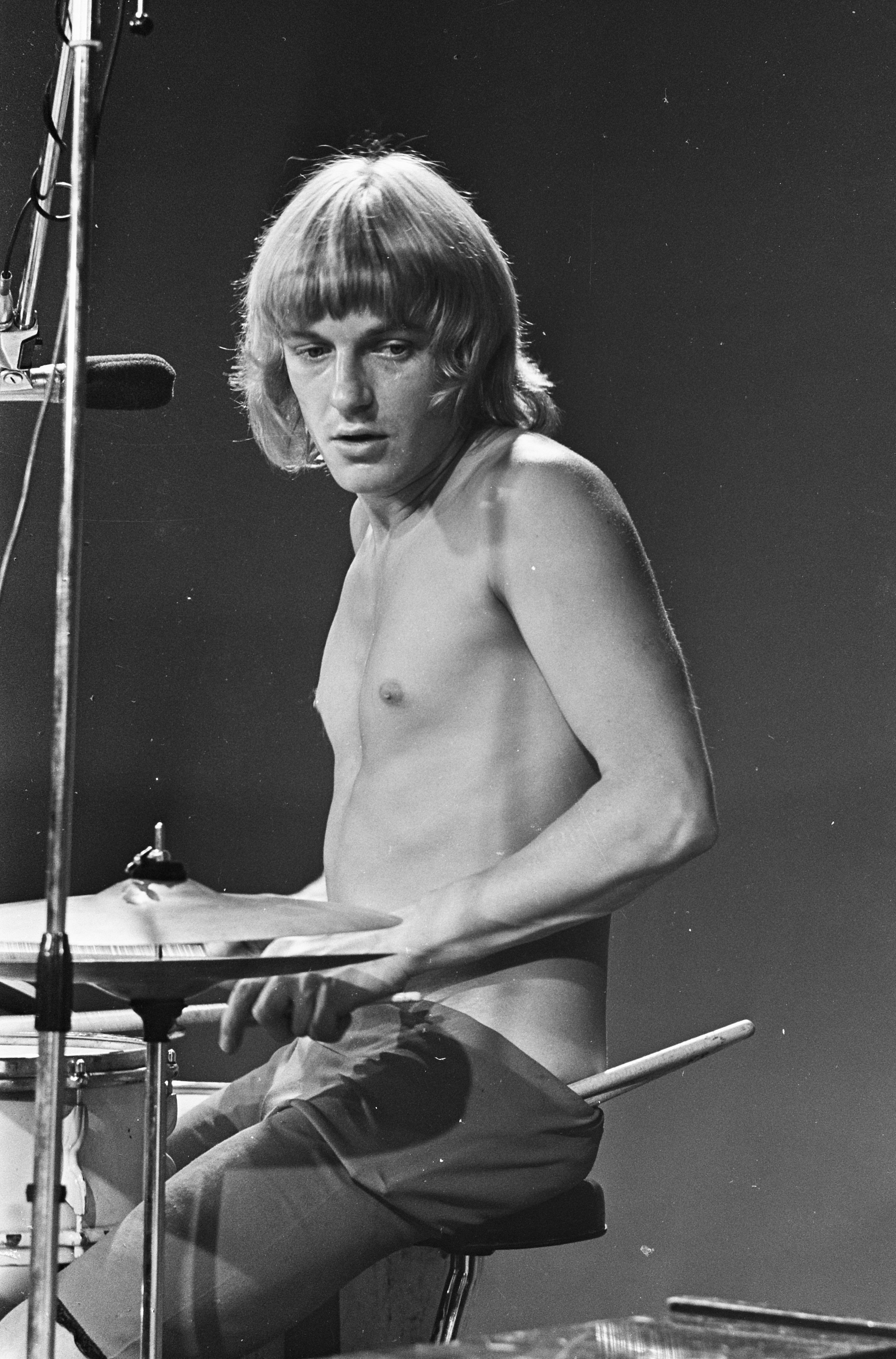
ソフト・マシーン在籍時代 (1967年9月)

1960年代はカンタベリー・ミュージックの始祖「ワイルド・フラワーズ」で活動した後、同バンドから発展したジャズ・ロックを代表するバンド「ソフト・マシーン」のドラマー兼ボーカリストとして1968年にデビュー。1970年には初のソロ・アルバムを発表し、シド・バレットのソロ・アルバム『帽子が笑う…不気味に』でもドラムを叩いた。しかしソフト・マシーンの音楽と自分の音楽性の乖離が顕著となり、アルバム『4』（1971年）には自作の曲もボーカル曲も収録されなかった結果、同作を最後にバンドを去る。
脱退後、1971年11月にはベルリンにおけるフェスティバルのためにニュー・ヴァイオリン・サミットを結成する。またデイヴ・シンクレアらと「マッチング・モウル」を結成して、1972年に2枚のアルバムを発表した。
しかし1973年6月1日、とあるパーティの席上でテキーラとウィスキーを飲み酔ったまま5階の窓から転落して脊髄を損傷し、下半身不随となる。ドラマー生命は絶たれることになったが、多くのミュージシャン仲間に支えられ、ニック・メイスンがプロデュースを担当したソロ・アルバム『ロック・ボトム』（1974年）で、シンガーソングライターとしてカムバックを果たした。
その後も寡作ながら評価の高いソロアルバムを発表。マイペースな活動を続けていたが、2014年に英国の音楽誌「Uncut」のインタビューにて、音楽創作からの引退を発表した。
他のアーティストとの交流も盛んで、ブライアン・イーノ『アンビエント1/ミュージック・フォー・エアポーツ』（1978年）、坂本龍一『ビューティ』（1989年）、ビョーク『メダラ』（2004年）、デヴィッド・ギルモア『オン・アン・アイランド』（2006年）、ポール・ウェラー『22ドリームス』（2008年）等にゲスト参加。ギルモアのライブには度々ゲスト出演しており、ライブDVD『デヴィッド・ギルモア/イン・コンサート』(2002年）に歌唱するワイアットの姿が収録された。

## ディスコグラフィ

### ソフト・マシーン
※ライブ・アルバムについては「 ソフト・マシーン#ディスコグラフィ」を参照
- 『ソフト・マシーン』 - The Soft Machine（1968年） ※旧邦題『アート・ロックの彗星』
- 『ヴォリューム2』 - Volume Two（1969年）
- 『3』 - Third（1970年）
- 『4』 - Fourth（1971年） ※旧邦題『フォース』

### ソロ・アルバム
- 『ジ・エンド・オブ・アン・イアー』 - The End Of An Ear（1970年）
- 『ロック・ボトム』 - Rock Bottom（1974年）
- Peel Sessions ※ラジオ・セッション集（1974年）
- 『ルース・イズ・ストレンジャー・ザン・リチャード』 - Ruth Is Stranger Than Richard（1975年）
- 『ナッシング・キャン・ストップ・アス』 - Nothing Can Stop Us（1981年）
- 『ジ・アニマルズ・フィルム』 - The Animals Film (Soundtrack)（1982年）
- 『オールド・ロットンハット』 - Old Rottenhat（1985年）
- 『ドンデスタン』 - Dondestan（1991年）
- Going Back A Bit: A Little History Of Robert Wyatt（1994年） ※ベスト盤
- 『フロッサム・アンド・ジッサム』 - Flotsam & Jetsam（1994年） ※未発表音源集
- 『ア・ショート・ブレイク』 - A Short Break（1996年）
- 『シュリープ』 - Shleep（1997年）
- 『シングル・ボックス』 - EPs（1999年） ※編集盤
- 『ソーラーフレア』 - Solar Flares Burn For You（2003年） ※未発表音源集
- 『クックーランド』 - Cuckooland（2003年）
- 『ヒズ・グレイテスト・ミッシーズ - ロバート・ワイアット30年の軌跡』 - His Greatest Misses（2004年） ※ベスト盤
- 『ドゥルーリィ・レイン劇場のロバート・ワイアット』 - Theatre Royal Drury Lane 8th September 1974（2005年） ※ライブ盤
- 『コミックオペラ』 - Comicopera（2007年）
- 『ラヂヲ「ウン・チェルト・ディスコルソ」』 - Radio Experiment Rome, February 1981（2009年） ※ラジオ・セッション集
- 『'68』 - '68（2013年） ※未発表音源集
- 『ディファレント・エヴリ・タイム』 - Different Every Time（2014年） ※ベスト盤